# Stari grad Bosiljevo
Stari grad Bosiljevo je srednjovjekovni utvrđeni grad pokraj Bosiljeva.
Smješten je na uzvisini, uz povijesnu Karolinsku cestu. Tlocrtno je nepravilni peterokut s četverokutnom branič kulom i palasom pravokutnog tlocrta, te međusobno spojenim traktovima. Opasan je zidom s dvije cilindrične i jednom peterokutnom kulom. Sagradili su ga Frankopani u 15. st. i držali ga do 1671., nakon čega prelazi u vlasništvo Nikole Erdodya do 1710. Do 1825. godine u posjedu je obitelji Auersperg. Grof Laval Nugent kupuje ga 1825., a obitelj Cosulich početkom 20. st.. Radikalno je restauriran u duhu romantike u vrijeme Nugenta i Cosulicha.

## Zaštita
Pod oznakom Z-296 zavedeno je kao nepokretno kulturno dobro - pojedinačno, pravna statusa zaštićena kulturnog dobra, klasificirano kao "vojna i obrambena građevina".

## Vanjske poveznice
- Dvorac Bosiljevo na stranicama Općine Bosiljevo